# Boys Keep Swinging
Singles de David Bowie
Breaking Glass
(novembre 1978) DJ
(juin 1979)
Boys Keep Swinging est une chanson écrite écrite par David Bowie et Brian Eno parue en 1979 sur l'album Lodger. 
Premier single extrait de l'album, avec Fantastic Voyage en face B, elle se classe no 7 des ventes au Royaume-Uni.

## Musiciens
- David Bowie : chant, guitare
- Adrian Belew : guitare
- Dennis Davis : basse
- Tony Visconti : basse
- Carlos Alomar : batterie
- Brian Eno : piano
- Simon House : violon